# Journal für die reine und angewandte Mathematik

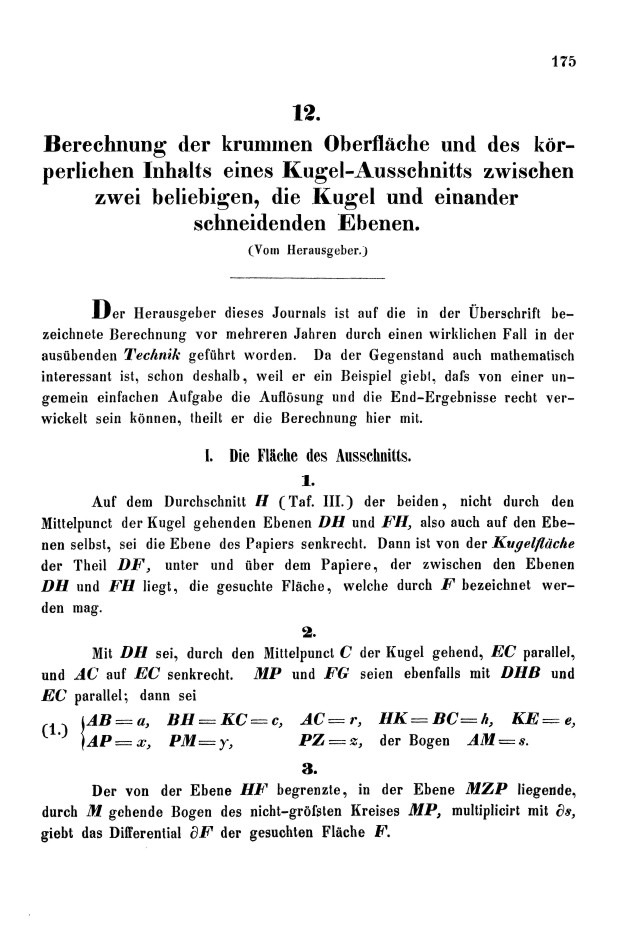
Une pagina della rivista (1856)

Il Journal für die reine und angewandte Mathematik (Rivista di matematica pura e applicata), meglio noto come Crelle's Journal, è una rivista di matematica tedesca, la più antica tuttora esistente.
Fu fondata a Berlino nel 1826 dal matematico e ingegnere tedesco August Leopold Crelle, che la diresse per i primi 52 volumi, fino al 1855. In seguito ne sono stati direttori, tra gli altri, Karl Weierstrass e Leopold Kronecker. Ha pubblicato molti articoli teorici di famosi matematici, tra cui i lavori di Abel e di Eisenstein. È stampata in tre lingue: tedesco, inglese e francese.
Il Crelle's Journal è ancora oggi una importante fonte di informazione e scambio di conoscenze tra matematici che vogliono aggiornarsi sugli ultimi sviluppi della loro scienza.
Dal 2013 la rivista è pubblicata dall'editore Walter de Gruyter ed è diretta da un comitato redazionale coordinato da Reiner Weissauer.

## Direttori
Nota: in alcuni periodi vi sono stati due e anche tre co-direttori. 
- 1826 – 1855  August Leopold Crelle
- 1856 – 1880  Carl Borchardt
- 1881 – 1888  Karl Weierstrass
- 1881 – 1891  Leopold Kronecker
- 1892 – 1902  Lazarus Fuchs
- 1903 – 1936  Kurt Hensel
- 1929 – 1933  Ludwig Schlesinger
- 1934 – 1936  Kurt Hensel
- 1929 – 1979  Helmut Hasse
- 1952 – 1977  Hans Rohrbach

Dalla fine degli anni settanta la direzione è affidata a un comitato di circa 5-8 matematici di fama di vari paesi, coordinati attualmente (2013) da Rainer Weissauer.